# タペストリー (WEAVERの曲)
「タペストリー」は、WEAVERの楽曲。同バンドの15作目の配信限定シングルとして、2021年2月17日にA-Sketchからリリースされた。

## 概要
前作『CARRY ON』以来4か月ぶりのリリースとなり、2021年度初の音楽作品となった。
本作は「株式会社スミック」のブランドmovieの主題歌に起用されている。
本作の配信ジャケットは、河邉徹が撮り下ろした写真が使用されている。
もう傍にいない、忘れられない人のことを思った歌を書いたといい、記憶の象徴として1stアルバムの「Tapestry」と同じタイトルにしたという。

## 収録内容
| #         | タイトル         | 作詞      | 作曲      | 編曲      | 時間 |
| --------- | ---------------- | --------- | --------- | --------- | ---- |
| 1.        | 「タペストリー」 | 河邉徹    | 杉本雄治  | WEAVER    | 4:20 |
| 合計時間: | 合計時間:        | 合計時間: | 合計時間: | 合計時間: | 4:20 |